# Prioro (kommunhuvudort)
Prioro är en kommunhuvudort i Spanien.   Den ligger i provinsen Provincia de León och regionen Kastilien och Leon, i den norra delen av landet, 290 km norr om huvudstaden Madrid. Prioro ligger 1 109 meter över havet och antalet invånare är 433.
Terrängen runt Prioro är huvudsakligen kuperad. Prioro ligger nere i en dal som går i nord-sydlig riktning. Runt Prioro är det mycket glesbefolkat, med 6 invånare per kvadratkilometer. Närmaste större samhälle är Guardo, 15,0 km sydost om Prioro. I omgivningarna runt Prioro växer i huvudsak blandskog.